# Grąblewo
Grąblewo (pol. hist. Grąbiewo) – wieś w Polsce położona w województwie wielkopolskim, w powiecie grodziskim, w gminie Grodzisk Wielkopolski.

## Podział
| SIMC    | Nazwa    | Rodzaj    |
| ------- | -------- | --------- |
| 0583970 | Strzelce | część wsi |

## Historia
Miejscowość była pierwotnie wsią związaną z Wielkopolską. Ma metrykę średniowieczną i istnieje co najmniej od drugiej połowy XIV wieku. Wymieniona została w łacińskim dokumencie datowanym na 1383 po obecną nazwą Grambyewo, 1386 Grambevo, 1407 Grambowo, 1430 Crampyewo, 1448 Grampyewo, 1450 Grabyewo, 1581 Grąmbiewo, 1591 Grąmblewo, Gramblewo.
Miejscowość była początkowo wsią szlachecką należącą do przedstawicieli lokalnej szlachty wielkopolskiej z rodu Grąbiewskich, którzy od nazwy wsi przyjęli odmiejscowe nazwisko, a także Treplinów, Pieskowskich. W 1435 wieś leżała w powiecie kościańskim Korony Królestwa Polskiego. W 1564 należała do parafii Grodzisk Wielkopolski.
Pierwsze zachowane wzmianki pochodzą z lat 1386–1388 kiedy odnotowany został spór sądowy Tomisława Grąbiewskiego z Grąblewa z Sędziwojem Objezierskim o 40 grzywien z tytułu poręki. W latach 1383–1409 jako właściciel we wsi odnotowany został kanonik poznański Mirosław lub Miroszek z Grąblewa. W 1391 Tomisław z Grąbiewski toczył proces z opactwem cystersów z Paradyża o 50 grzywien. Sprawa dotyczyła zarzutów wobec opata o nieprawnie wdarcie się w dziedzinę Tomisława oraz poczynienie mu szkody w Grąblewie. W 1404 obie strony toczą kolejny proces o to, że klasztor wbrew zakazom królewskim pozwał go poza granice diecezji do Głogowa, chociaż we własnej diecezji mógł prowadzić proces przed biskupem lub oficjałem.
W 1387 mieszczanin poznański pan Janusz Stular wygrał 14 grzywien na Grąblewie. W 1409 Jarosław dziedzic z Grąblewa zeznał, że sprzedał na tej wsi oraz jej kmieciach 3,5 grzywien czynszu rocznego Ludwikowi kanonikowi poznańskiemu dla altarii w katedrze poznańskiej za 20 grzywien, 15 szer. groszy oraz 20 ternarów z zastrzeżeniem prawa wykupu. W 1418 kasztelan poznański Mościc ze Stęszewa przedlozył przed sądem dokumenty przeniesienia na niego praw własności całej dziedziny Oporowo koło Ponieca, całej dziedziny Ruchocice oraz części dziedziny Grąblewo braci niedzielnych Jana, Macieja, Pawła, Wojciecha i Bodzęty.
W 1425 Nikel Treplyn zapowiedział przed sądem ziemskim dziedzinę Grąblewo. W 1428 wywołał także dokument przeniesienia na siebie własności dziedziny Grąblewo oraz połowy Kurowa koło Grodziska Wlkp. w zamian za 700 grzywien szer. groszy. Do własności tych nikt nie zgłosiła roszczeń z tytułu prawa bliższości. W 1435 Nikel odsprzedał Grąblewo oraz połowę Kurowa braciom Wojciechowi i Andrzejowi z Dokowa Mokrego za 700 grzywien. W 1443 Andrzej Gryżyński z Opalenicy zobowiązuje się wobec braci bronić dziedzin Grąblewo i Kurowo od roszczeń kupców, gdyby go pozywali o 600 grzywien, od roszczeń z tytułu listu wiennego żony tegoż Treplina oraz od roszczeń tych wszystkich, którzy ich pozwą o Kurowo. W 1448 Andrzej Grąbiewski zapisał żonie Wiączce po 100 grzywien posagu i wiana na 1/4 Grąblewa i 1/4 Kurowa. W 1450 odnotowano proces sądowy pomiędzy nim, a Januszem Treplinem z Grąblewa. W 1483 Piotr Grąbiewski sprzedał bratu Maciejowi Grąbiewskiemu całą część odziedziczoną po ojcu w Grąblewie za 300 grzywien.
W 1483 Maciej Grąbiewski zapisał swojej żonie Annie po 200 złotych węgierskich posagu oraz wiana na połowie Grąblewa. W 1485 Wincenty Grąbiewski zapisał żonie Annie po 220 złotych węgierskich posagu oraz wiana na całej części, jaka mu przypadła z podziału z bratem niedzielnym Janem we wsi Grąblewo, z folwarkiem oraz przynależnym do tej części prawem wyrębu w Kurowie na opał oraz na budowę na własne potrzeby.
W 1525 następuje podział dóbr pomiędzy braćmi. Mikołaj Grąbiewski otrzymał wieś Strzelce ze stawem rybnym, 1,5 folwarku w Kurowie z lasem i łąkami, zaś Jan Grąbiewski otrzymał połowę Grąblewa z dworem, połowę folwarku grąblewskiego, 4,5 folwarków zwanych Kurowskie znajdyjących się we wsi Kurów, z zapustem oraz wszystkie łąki grąbiewskie. W 1525 Jan Grąbiewski sprzedał Annie Pieskowskiej córce Biernata Pieskowskiego 6 półłanków osiadłych w Grąblewie za 100 grzywien z zastrzeżeniem prawa wykupu.
Wieś odnotowana została w rejestrach podatkowych. W 1530 miał miejsce pobór podatków od 5 łanów, a od karczmy 3 grosze. W 1563 pobrano podatki z 7 łanów oraz odnotowano pogorzałą, czyli spaloną karczmę. W 1564 wieś liczyła 6,5 łana. W 1581 z częśćci Jana Grąbiewskiego pobrano od 3 łanów, 3 zagrodników, karczmy z zagrodą, dwóch komorników, owczarza wypasającego 40 owiec. Natomiast z części należącej do Urszuli Grąbiewskiej, po mężu Rozwarowskiej pobrano podatki od 2,5 łana, od 3 zagrodników i 2 komorników.
W 1581 wieś szlachecka Grąmbiewo położona była w powiecie kościańskim województwa poznańskiego w Rzeczypospolitej Obojga Narodów. W latach 1954–1959 wieś należała i była siedzibą władz gromady Grąblewo, po jej zniesieniu w gromadzie Grodzisk Wielkopolski. W latach 1975–1998 miejscowość administracyjnie należała do województwa poznańskiego.
W średniowieczu należała do Łodziów z Będlewa. W XIX w., wchodziła w skład dóbr ptaszkowskich, a później była własnością Bieczyńskich.
Wskutek II rozbioru Polski w 1793 wieś wraz z okolicą przeszła pod władanie Prus i jak cała Wielkopolska znalazła się w zaborze pruskim. W okresie Wielkiego Księstwa Poznańskiego (1815-1848) Grąblewo należało do wsi większych w ówczesnym powiecie bukowskim, który dzielił się na cztery okręgi (bukowski, grodziski, lutomyślski oraz lwowkowski). Grąblewo należało do okręgu grodziskiego i stanowiło odrębny majątek o tej samej nazwie, którego właścicielem był wówczas Tadeusz Bieczyński. W skład majątku Grąblewo wchodziły ponadto: Strzelce oraz folwark Pantaleonowo. Według spisu urzędowego z 1837 roku wieś liczyła 282 mieszkańców i 23 dymy (domostwa).
Z dawnego założenia dworskiego pozostała tylko brama wjazdowa z początku XIX w.
Wieś dała nazwę dwóm przystankom kolejowym: przystankowi kolejowemu Grąblewo na nieczynnej linii z Grodziska do Opalenicy oraz otwartemu 14 grudnia 2014 przystankowi na linii kolejowej z Grodziska do Lubonia (i dalej do Poznania).